# Rifugio antiaereo di Sant'Anna di Palazzo

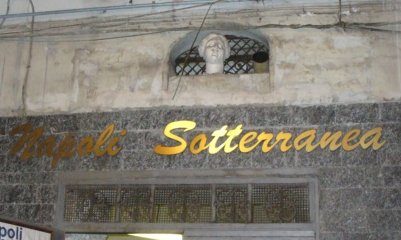
Accesso da vico Sant'Anna di Palazzo

Il rifugio antiaereo di Sant'Anna di Palazzo è una cavità artificiale di Napoli adibita durante la seconda guerra mondiale a rifugio antiaereo, fa parte di quell'insieme fittissimo di cunicoli e cavità che si trovano sotto tutto il centro storico di Napoli.
La cavità è situata nei pressi dei Quartieri Spagnoli, in un'area delimitata dai gradoni di Chiaia, da via Chiaia, salita Sant'Anna di Palazzo e via Santa Teresella degli Spagnoli. L'unico ingresso adoperato dei tre esistenti è quello in vico Sant'Anna di Palazzo 52.
Fu scoperta nel 1979, in occasione di un incendio scoppiato in un ambiente sotterraneo ai gradoni di Chiaia. È stata la prima struttura sotterranea ad essere aperta ai turisti. Gestita dall'associazione LAES, formatasi nel 1989, è formata da vari cunicoli e cisterne dell'antico acquedotto cittadino.
Dopo essere scesi per circa 40 metri di profondità si arriva ad una grande cavità di circa 3.200 metri quadrati adibita a rifugio che riparava oltre 4.000 persone. L'impianto elettrico dell'epoca, bagni "adattati", sono da evidenziare svariati graffiti che portano la testimonianza della vita passata nei rifugi durante il triste periodo. Alcuni ritraenti i capi di stato dell'asse Berlino-Roma-Tokyo, altri con donne dell'epoca, soldati, aerei, campi e schemi calcistici, oltre a racconti ed aneddoti di persone realmente vissute (gli "sposi" nel rifugio, la signora Carmela Montagna, etc.) contribuiscono a rendere la visita colorata e pittoresca.